# 東56線
東56線，為臺灣臺東縣的一條鄉道，又稱為富岡濱海綠廊景觀大道，全長1.76公里，為臺東縣政府為紓解富岡漁港假日交通壅塞情形向交通部公路總局申請補助後所興建，第一期已於2020年1月3日下午開放通車。

## 沿革

### 興建背景
臺東縣政府為舒緩每當假日富岡漁港周邊即有交通壅塞的問題，加上為改善早先執行之「太平洋海岸步道計畫」，富岡海堤人行步道因未直接連結富岡漁港造成使用率低的問題，因此向交通部公路總局爭取補助，計畫利用既有港區西側單向聯外道路，以及富岡海堤拓寬改善的方式來新建堤頂道路，串聯富岡海堤及富岡漁港港區，達到交通分流之效果。

### 第一期施工
富岡濱海綠廊大道第一期於2017年獲得交通部公路總局補助，2018年5月下旬完成施工招標，7月12日上午9時30分於富岡社區外環道舉行動工典禮，由時任臺東縣長黃健庭、臺東縣議會議長饒慶鈴、市長張國洲等人參與，第一期工程包含全長480公尺的海堤與堤頂雙向雙線道路，其中有220公尺為既有道路改善拓寬，260公尺為新設路堤，中間需新設45公尺長橋梁橫跨富岡野溪，外側施作保護凸堤，總施工經費含私有土地取得費用等為新臺幣1.9億元，工期預定360個工作天，預計將於2019年6月底完工。
2018年8月，颱風季節來襲，東56線橫跨富岡野溪的橋梁工程因需進行橋臺開挖與預力樑的吊掛等工程，故承包商引進多部大型挖土機及吊車等，並平時均停放於野溪出海口，引發富岡里里長曾阿粉質疑，若適逢滿潮，加上颱風季節雨量多，容易造成溪水暴漲，施工廠商將機具與建材全部堆放於野溪出海口恐怕引發出海口堵塞，造成溪水回堵至富岡社區的災害，要求相關單位立即改善。同年9月15日強烈颱風山竹雖未直接登陸臺灣本島，其暴風圈仍對臺東地區造成災害，緊鄰海岸的富岡濱海綠廊景觀大道工區也遭受大浪襲擊，施工廠商立即調來人力將可移動之機械機具等，先行移置安全的高地上，剩餘無法移動之設備僅能待颱風離開後，再回到工區清理維修。

### 第一期完工
2020年1月4日下午富岡濱海綠廊大道竣工通車，而為配合第二期將於3月底進駐施工，加上即將到來的農曆春節走春，與南迴公路改善計畫完工通車湧入臺東的人潮，為避免該路段持續造成雍塞及發揮該段道路原有功能等前提下，因此暫時僅開放駛入富岡漁港港區的單向車道通車。

### 第二期施工
富岡濱海綠廊大道第二期為總長400公尺之既有寬6公尺的單向車道拓寬改善工程，總施工經費約1.94億，臺東縣政府同樣向交通部公路總局爭取經費補助建設，預計將接續在第一期工程竣工後接續施作。

## 路線說明
臺東縣
- （起點）臺東市 台11線157.5公里處岔路→ 富岡漁港 →臺東市 0k， 台11線159公里處岔路（終點）

## 圖集

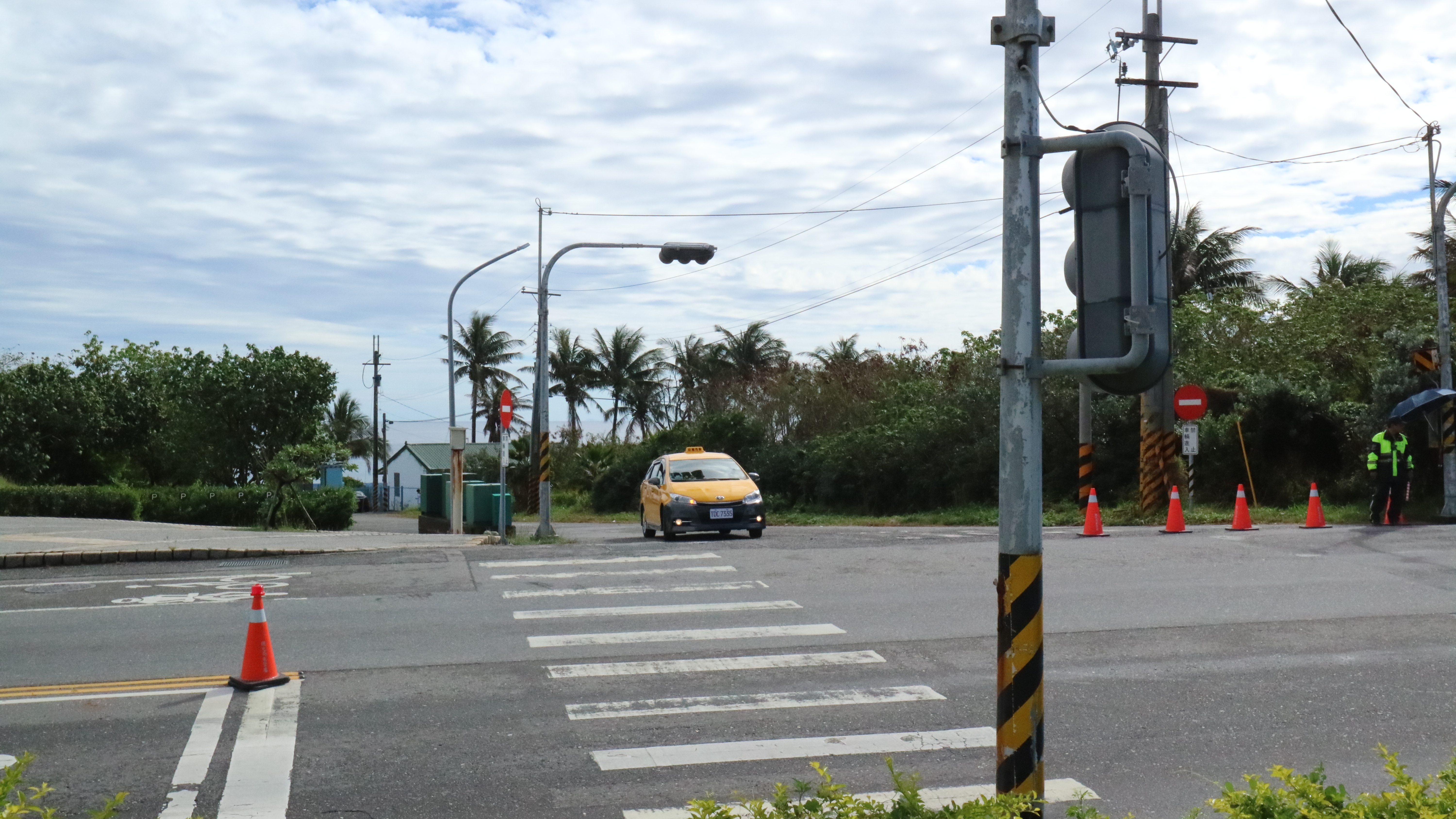
鄉道東56線起點。
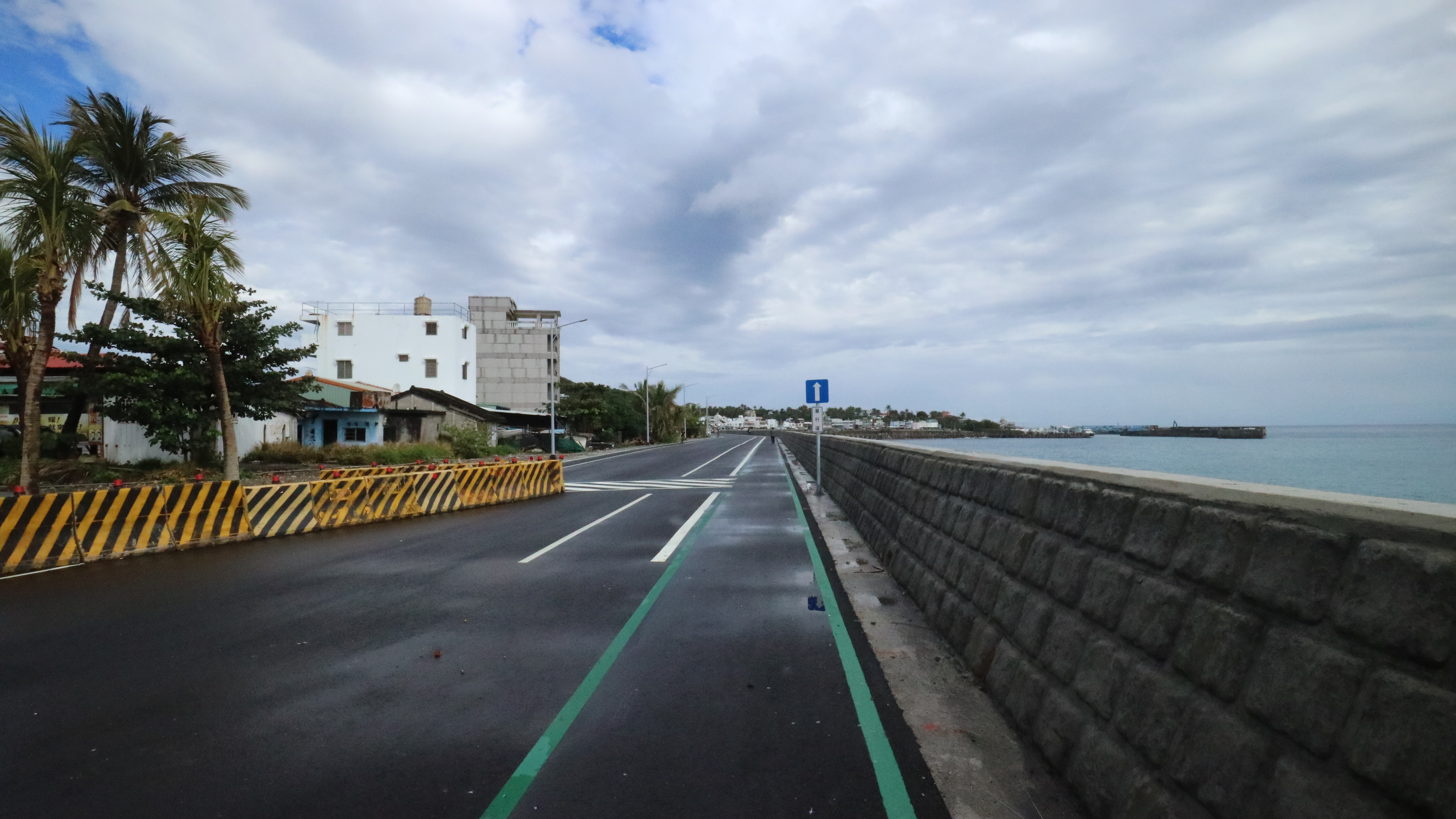
鄉道東56線南往北觀。
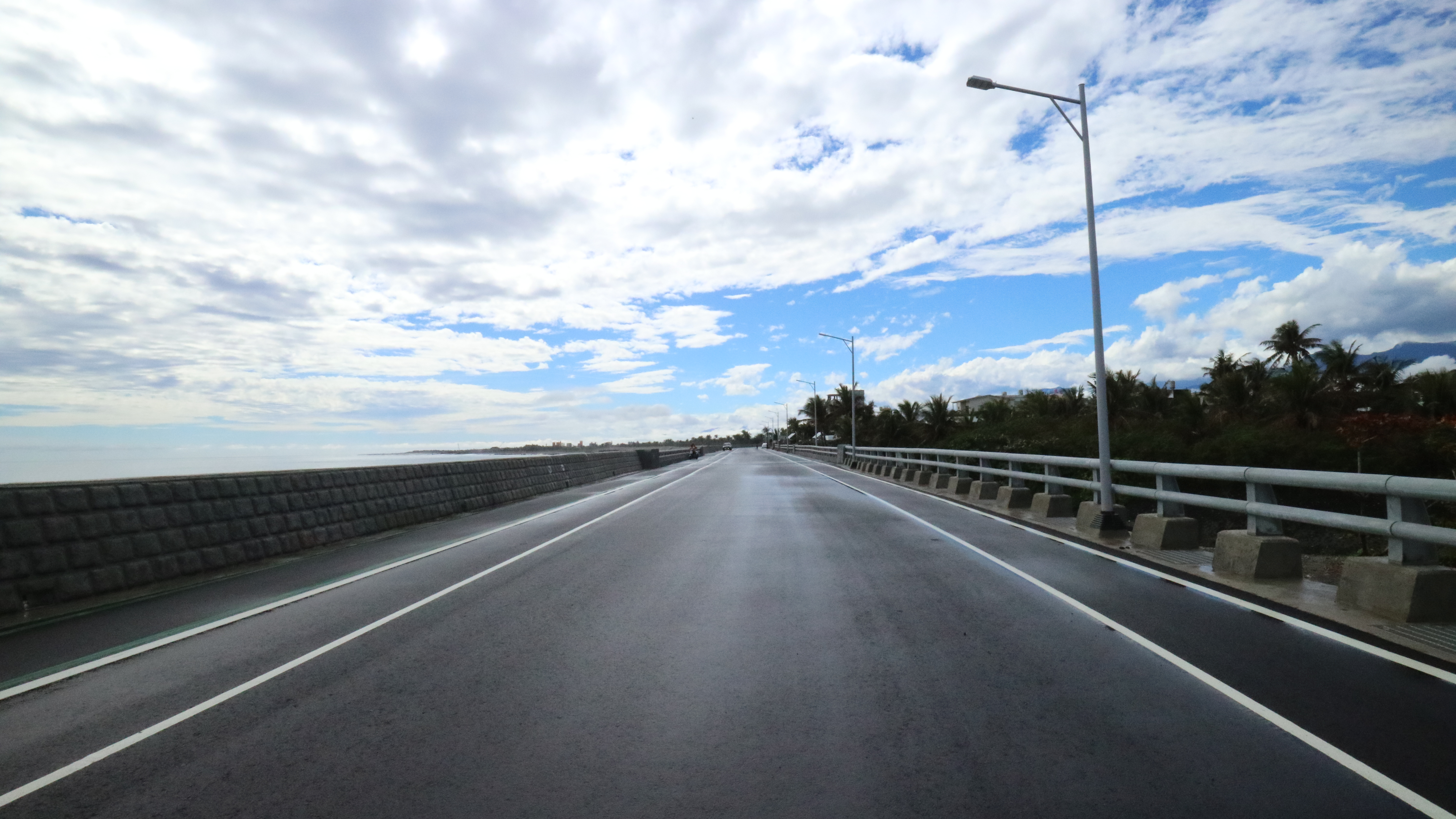
鄉道東56線北往南觀。
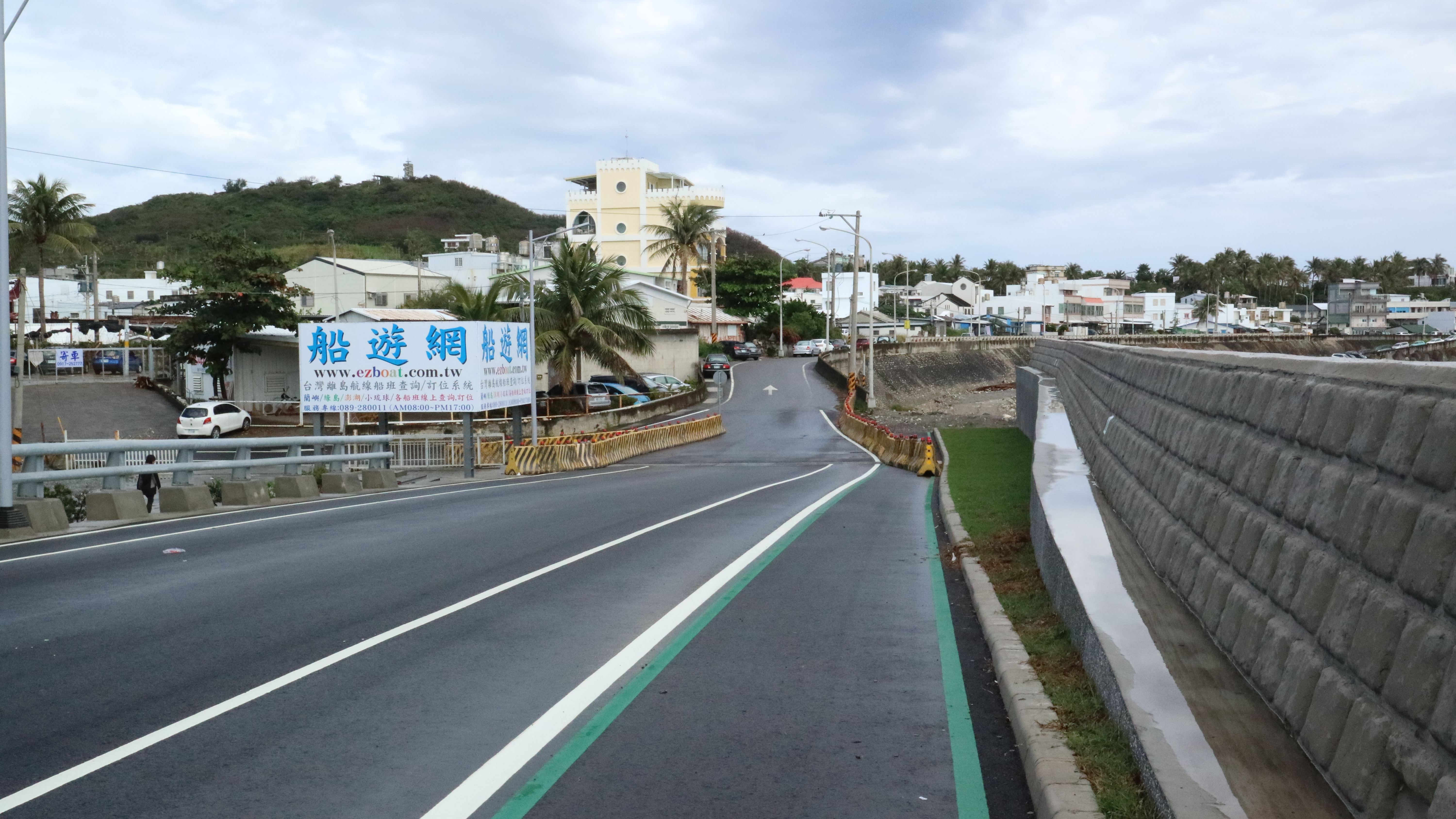
鄉道東56線第一期與第二期工程銜接面。
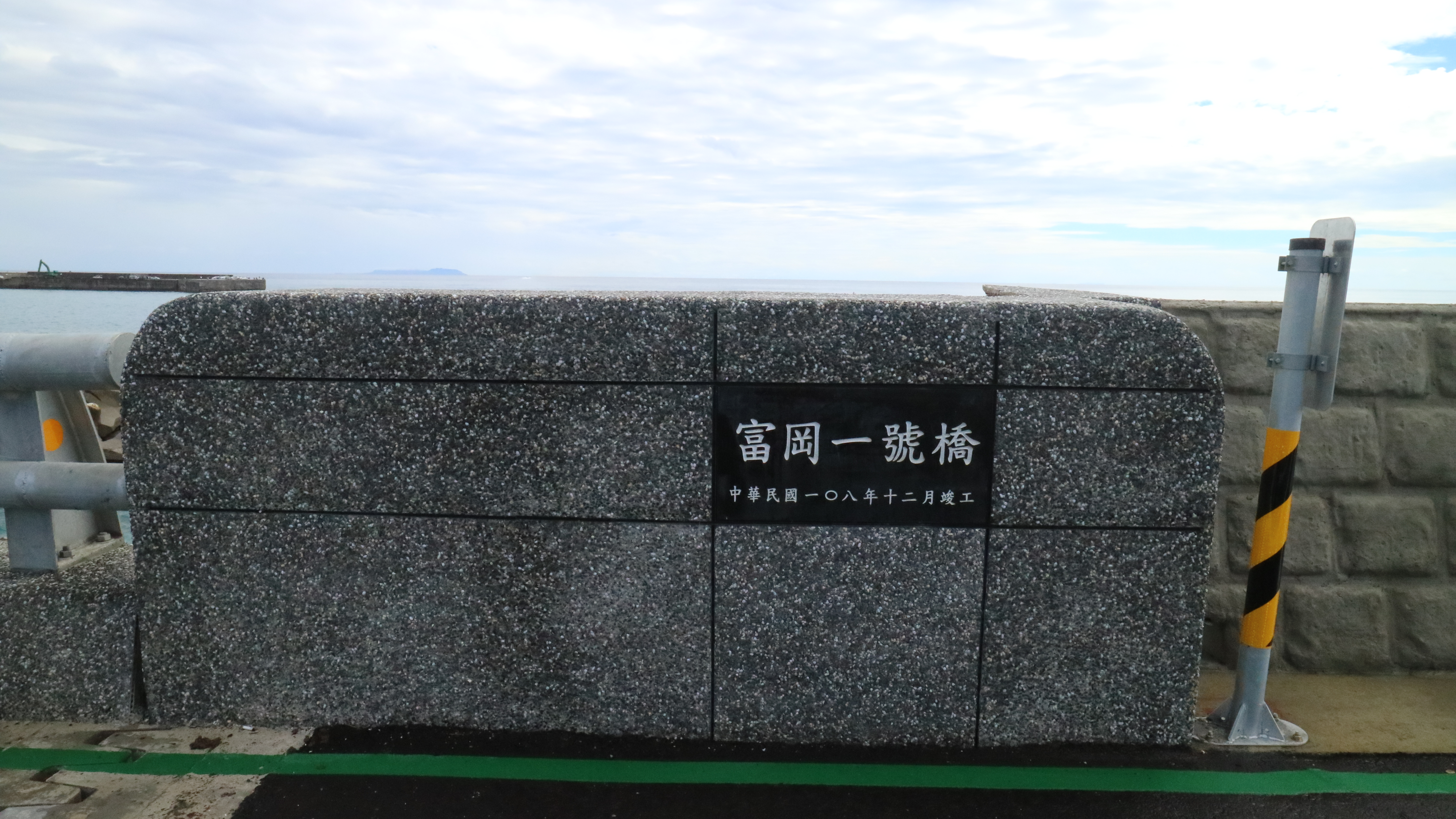
鄉道東56線富岡1號橋橋名柱。
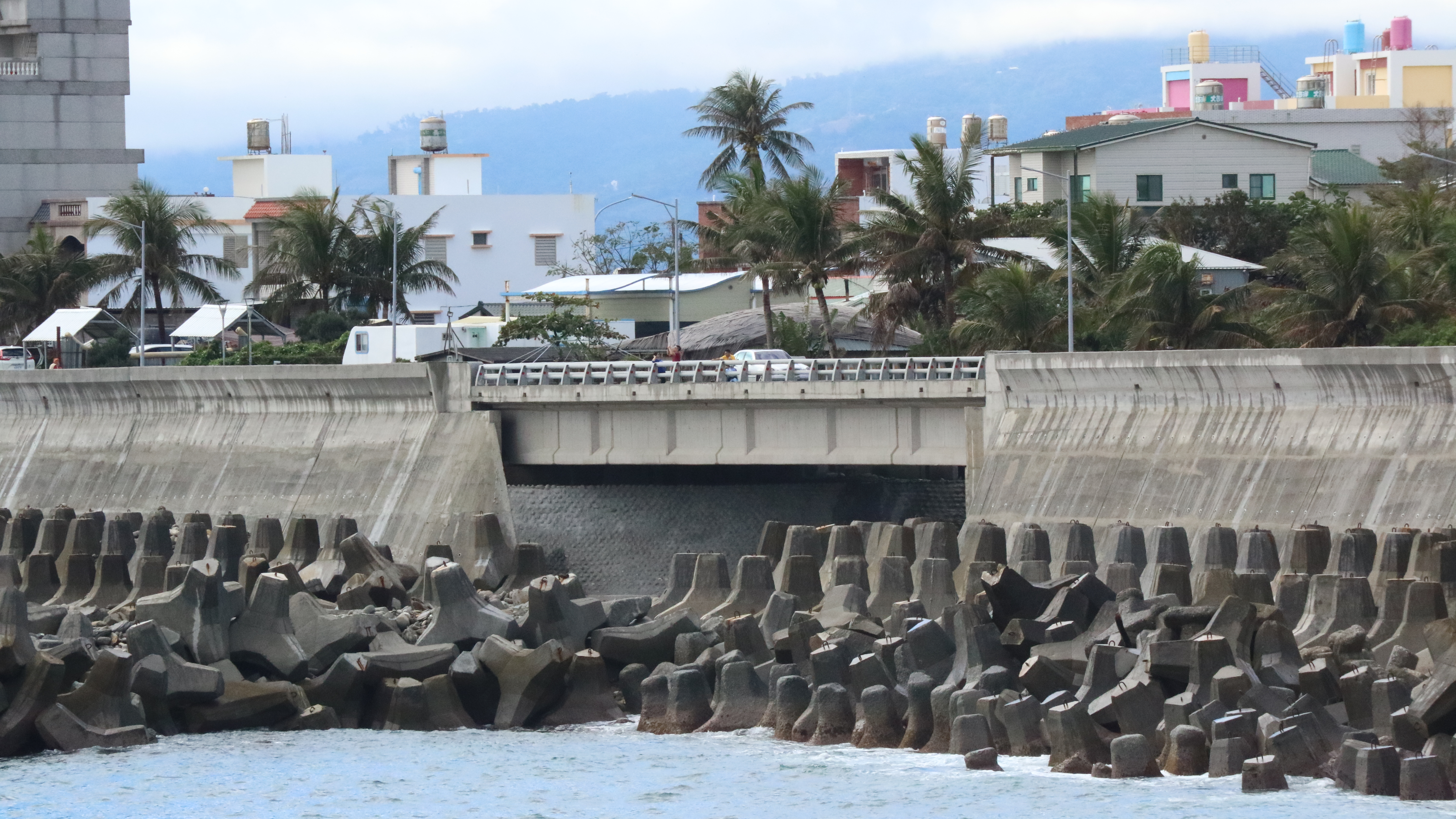
鄉道東56線富岡1號橋。
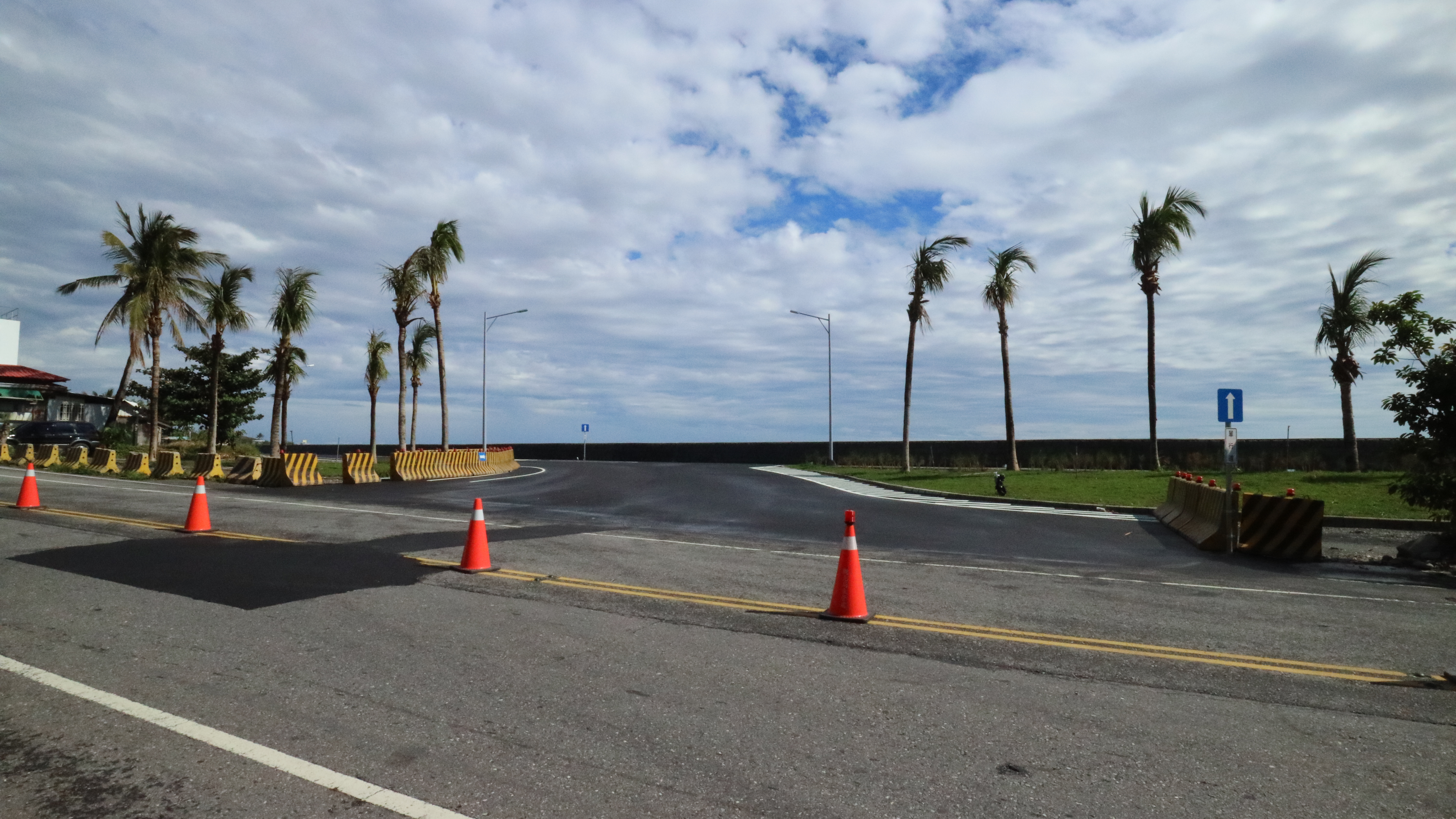
鄉道東56線終點。